# Aire urbaine de Châtellerault
Pour les articles homonymes, voir Châtellerault (homonymie).
L'aire urbaine de Châtellerault est une aire urbaine française centrée sur la ville de Châtellerault.

## Zonage de l'aire urbaine de Châtellerault en 2010 et population en 2008

### Données globales
Selon le dernier zonage effectué par l'INSEE en 2010, l'aire urbaine de Châtellerault rassemble 33 communes qui cumulent 71 140 habitants en 2008 (population municipale) mais 69 836 habitants en 2012.
En 2008, elle se situe au 117e rang métropolitain (perdant 8 places dans le classement national par rapport à 1999) et au 5e rang régional en Poitou-Charentes. Dans le classement régional, elle ne varie pas par rapport au recensement et au zonage de 1999, étant toujours située entre les aires urbaines de Niort (4e rang régional) et de Saintes (6e rang régional).
Selon l'INSEE, l'aire urbaine de Châtellerault fait partie des grandes aires urbaines de la France c'est-à-dire ayant plus de 10 000 emplois.
Les 4 communes de l'agglomération urbaine de Châtellerault qui appartiennent au pôle urbain correspondent à l'unité urbaine de Châtellerault tandis que les 29 autres communes appartiennent à la couronne urbaine selon la nouvelle terminologie de l'INSEE.
Par rapport à l'ancienne délimitation de 1999, l'aire urbaine de Châtellerault gagne deux nouvelles communes passant de 31 communes à 33 communes; en fait, elle en perd une (Saint-Genest-d'Ambière), et en gagne trois (Lésigny, Port-de-Piles et Saint-Rémy-sur-Creuse). Nouvellement redéfinie, cette aire urbaine, très largement située dans le département de la Vienne avec 32 communes, empiète légèrement sur celui d'Indre-et-Loire avec la commune d'Antogny-le-Tillac. 
Comme en 1999, l'aire urbaine de Châtellerault est contigüe à celle de Poitiers mais sa superficie reste sensiblement la même (763,35 km2 en 1999 contre 762,76 km2 en 2010). Toutefois, sa densité de population est très moyenne, étant inférieure à 100 hab/km2 avec seulement 93 hab/km2 en 2008 ; elle est l'aire urbaine la moins densément peuplée de sa catégorie en Poitou-Charentes.
Dans le département de la Vienne, elle occupe le deuxième rang départemental, loin derrière l'aire urbaine de Poitiers, trois fois plus peuplée avec 249 196 habitants en 2008.

### Composition de l'aire urbaine de Châtellerault selon le zonage de 2010
Composition de l'aire urbaine de Châtellerault selon le nouveau zonage de 2010 et population en 2008 (population municipale)
| Commune                                       | Superficie | Population  | Densité de population | Catégorie dans l'aire urbaine             |
| --------------------------------------------- | ---------- | ----------- | --------------------- | ----------------------------------------- |
| Châtellerault                                 | 51,93 km2  | 33 540 hab. | 646 hab/km2           | commune appartenant au pôle urbain        |
| Antran                                        | 23,82 km2  | 1 129 hab.  | 47 hab/km2            | commune appartenant au pôle urbain        |
| Cenon-sur-Vienne                              | 8,60 km2   | 1 822 hab.  | 212 hab/km2           | commune appartenant au pôle urbain        |
| Naintré                                       | 24,86 km2  | 5 782 hab.  | 233 hab/km2           | commune appartenant au pôle urbain        |
| Pôle urbain ou unité urbaine de Châtellerault | 109,21 km2 | 42 273 hab. | 387 hab/km2           | 4 communes                                |
| Availles-en-Châtellerault                     | 15,46 km2  | 1 540 hab.  | 100 hab/km2           | commune appartenant à la couronne urbaine |
| Chenevelles                                   | 29;30 km2  | 457 hab.    | 16 hab/km2            | commune appartenant à la couronne urbaine |
| Colombiers                                    | 20,77 km2  | 1 477 hab.  | 71 hab/km2            | commune appartenant à la couronne urbaine |
| Coussay-les-Bois                              | 43,32 km2  | 851 hab.    | 20 hab/km2            | commune appartenant à la couronne urbaine |
| Dangé-Saint-Romain                            | 34,99 km2  | 3 144 hab.  | 90 hab/km2            | commune appartenant à la couronne urbaine |
| Ingrandes                                     | 35,03 km2  | 1 811 hab.  | 52 hab/km2            | commune appartenant à la couronne urbaine |
| Leigné-les-Bois                               | 29,97 km2  | 580 hab.    | 19 hab/km2            | commune appartenant à la couronne urbaine |
| Leigné-sur-Usseau                             | 11,23 km2  | 459 hab.    | 41 hab/km2            | commune appartenant à la couronne urbaine |
| Lésigny                                       | 13,21 km2  | 536 hab.    | 41 hab/km2            | commune appartenant à la couronne urbaine |
| Leugny                                        | 15,74 km2  | 446 hab.    | 28 hab/km2            | commune appartenant à la couronne urbaine |
| Mairé                                         | 20,57 km2  | 191 hab.    | 9 hab/km2             | commune appartenant à la couronne urbaine |
| Mondion                                       | 8,91 km2   | 138 hab.    | 15 hab/km2            | commune appartenant à la couronne urbaine |
| Monthoiron                                    | 16,66 km2  | 652 hab.    | 39 hab/km2            | commune appartenant à la couronne urbaine |
| Les Ormes                                     | 24,22 km2  | 591 hab.    | 66 hab/km2            | commune appartenant à la couronne urbaine |
| Oyré                                          | 33,19 km2  | 929 hab.    | 28 hab/km2            | commune appartenant à la couronne urbaine |
| Port-de-Piles                                 | 5,32 km2   | 536 hab.    | 101 hab/km2           | commune appartenant à la couronne urbaine |
| Saint-Christophe                              | 15,20 km2  | 352 hab.    | 23 hab/km2            | commune appartenant à la couronne urbaine |
| Saint-Gervais-les-Trois-Clochers              | 39,15 km2  | 1 320 hab.  | 34 hab/km2            | commune appartenant à la couronne urbaine |
| Saint-Rémy-sur-Creuse                         | 12,94 km2  | 402 hab.    | 31 hab/km2            | commune appartenant à la couronne urbaine |
| Saint-Sauveur                                 | 32,37 km2  | 1 057 hab.  | 33 hab/km2            | commune appartenant à la couronne urbaine |
| Scorbé-Clairvaux                              | 22,85 km2  | 2 387 hab.  | 104 hab/km2           | commune appartenant à la couronne urbaine |
| Senillé                                       | 17,94 km2  | 647 hab.    | 36 hab/km2            | commune appartenant à la couronne urbaine |
| Sossais                                       | 12,04 km2  | 418 hab.    | 35 hab/km2            | commune appartenant à la couronne urbaine |
| Thuré                                         | 43,47 km2  | 833 hab.    | 65 hab/km2            | commune appartenant à la couronne urbaine |
| Usseau                                        | 18,95 km2  | 646 hab.    | 34 hab/km2            | commune appartenant à la couronne urbaine |
| Vaux-sur-Vienne                               | 7,00 km2   | 586 hab.    | 84 hab/km2            | commune appartenant à la couronne urbaine |
| Vellèches                                     | 19,64 km2  | 370 hab.    | 19 hab/km2            | commune appartenant à la couronne urbaine |
| Vouneuil-sur-Vienne                           | 36,80 km2  | 1 972 hab.  | 54 hab/km2            | commune appartenant à la couronne urbaine |
| Antogny le Tillac                             | 17,31 km2  | 539 hab.    | 31 hab/km2            | commune appartenant à la couronne urbaine |
| Couronne urbaine                              | 653,55 km2 | 28 867 hab. | 44 hab/km2            | 29 communes                               |
| Aire urbaine                                  | 762,76 km2 | 71 140 hab. | 93 hab/km2            | 33 communes                               |

## Zonage de l'aire urbaine de Châtellerault en 1999 et population en 1999

### Données globales
En 1999, l'aire urbaine de Châtellerault est composée de 31 communes, situées majoritairement dans la Vienne avec 30 communes, et 1 en Indre-et-Loire : elle regroupe 68 442 habitants. 
En 1999, elle se classe au 109e rang en France et au 5e rang régional en Poitou-Charentes.
Les deux communes de l'aire urbaine qui sont les pôles urbains forment l'unité urbaine de Châtellerault.
Le tableau suivant détaille la répartition de l'aire urbaine sur les départements (les pourcentages s'entendent en proportion du département) :
| Département    | Communes | Communes (%) | Superficie (km2) | Superficie (%) | Population (1999) | Population (%) |
| -------------- | -------- | ------------ | ---------------- | -------------- | ----------------- | -------------- |
| Indre-et-Loire | 1        | 0,4          | 17,31            | 0,3            | 447               | 0,1            |
| Vienne         | 30       | 10,7         | 746,04           | 10,7           | 67 995            | 17,0           |

### Composition de l'aire urbaine de Châtellerault en 1999
| Code INSEE | Commune                          | Type                  | Département    | Superficie (km2) | Population (1999) | Densité (hab./km2) |
| ---------- | -------------------------------- | --------------------- | -------------- | ---------------- | ----------------- | ------------------ |
| 37005      | Antogny le Tillac                | Commune monopolarisée | Indre-et-Loire | +0017,31         | +00 000447,       | +00025,82          |
| 86007      | Antran                           | Commune monopolarisée | Vienne         | +0023,82         | +0 0001 060,      | +00044,5           |
| 86014      | Availles-en-Châtellerault        | Commune monopolarisée | Vienne         | +0015,46         | +0 0001 226,      | +00079,3           |
| 86046      | Cenon-sur-Vienne                 | Pôle urbain           | Vienne         | +0008,6          | +0 0001 900,      | +00220,93          |
| 86066      | Châtellerault                    | Pôle urbain           | Vienne         | +0051,93         | +00034 126,       | +00657,15          |
| 86072      | Chenevelles                      | Commune monopolarisée | Vienne         | +0029,3          | +00 000406,       | +00013,86          |
| 86081      | Colombiers                       | Commune monopolarisée | Vienne         | +0020,77         | +0 0001 274,      | +00061,34          |
| 86086      | Coussay-les-Bois                 | Commune monopolarisée | Vienne         | +0043,32         | +00 000803,       | +00018,54          |
| 86092      | Dangé-Saint-Romain               | Commune monopolarisée | Vienne         | +0034,99         | +0 0003 135,      | +00089,6           |
| 86111      | Ingrandes                        | Commune monopolarisée | Vienne         | +0035,03         | +0 0001 723,      | +00049,19          |
| 86125      | Leigné-les-Bois                  | Commune monopolarisée | Vienne         | +0029,97         | +00 000465,       | +00015,52          |
| 86127      | Leigné-sur-Usseau                | Commune monopolarisée | Vienne         | +0011,23         | +00 000413,       | +00036,78          |
| 86130      | Leugny                           | Commune monopolarisée | Vienne         | +0015,74         | +00 000398,       | +00025,29          |
| 86143      | Mairé                            | Commune monopolarisée | Vienne         | +0020,57         | +00 000167,       | +0 0008,12         |
| 86162      | Mondion                          | Commune monopolarisée | Vienne         | +0008,91         | +00 000149,       | +00016,72          |
| 86164      | Monthoiron                       | Commune monopolarisée | Vienne         | +0016,66         | +00 000588,       | +00035,29          |
| 86174      | Naintré                          | Commune monopolarisée | Vienne         | +0024,86         | +0 0005 293,      | +00212,91          |
| 86183      | Les Ormes                        | Commune monopolarisée | Vienne         | +0024,22         | +0 0001 431,      | +00059,08          |
| 86186      | Oyré                             | Commune monopolarisée | Vienne         | +0033,19         | +00 000888,       | +00026,76          |
| 86217      | Saint-Christophe                 | Commune monopolarisée | Vienne         | +0015,2          | +00 000303,       | +00019,93          |
| 86221      | Saint-Genest-d'Ambière           | Commune monopolarisée | Vienne         | +0032,06         | +0 0001 143,      | +00035,65          |
| 86224      | Saint-Gervais-les-Trois-Clochers | Commune monopolarisée | Vienne         | +0039,15         | +0 0001 169,      | +00029,86          |
| 86245      | Saint-Sauveur                    | Commune monopolarisée | Vienne         | +0032,37         | +00 000947,       | +00029,26          |
| 86258      | Scorbé-Clairvaux                 | Commune monopolarisée | Vienne         | +0022,85         | +0 0002 123,      | +00092,91          |
| 86259      | Senillé                          | Commune monopolarisée | Vienne         | +0017,94         | +00 000609,       | +00033,95          |
| 86265      | Sossais                          | Commune monopolarisée | Vienne         | +0012,04         | +00 000399,       | +00033,14          |
| 86272      | Thuré                            | Commune monopolarisée | Vienne         | +0043,47         | +0 0002 512,      | +00057,79          |
| 86275      | Usseau                           | Commune monopolarisée | Vienne         | +0018,95         | +00 000573,       | +00030,24          |
| 86279      | Vaux-sur-Vienne                  | Commune monopolarisée | Vienne         | +0007,           | +00 000579,       | +00082,71          |
| 86280      | Vellèches                        | Commune monopolarisée | Vienne         | +0019,64         | +00 000358,       | +00018,23          |
| 86298      | Vouneuil-sur-Vienne              | Commune monopolarisée | Vienne         | +0036,8          | +0 0001 835,      | +00049,86          |
|            | Total                            |                       |                | +0763,35         | +00068 442,       | +00089,66          |